# Louise Burgaard
Louise Katharina Vinter Burgaard Madsen (født 17. oktober 1992 i Esbjerg) er en dansk håndboldspiller, der spiller for Odense Håndbold og Danmarks kvindehåndboldlandshold. Burgaard er venstrehåndet og spiller primært højre back.

## Karriere
Louise Burgaard begyndte at spille håndbold i den lille klub Vinding SF, da hun var omkring fem år, og hun skiftede i 2006 til Fredericia HK, inden hun via KIF Vejen kom til Team Tvis Holstebro i sommeren 2011. Fra Team Tvis Holstebro skiftede hun til Viborg HK i 2013, i 2015 skiftede hun til FC Midtjylland hvor hun spillede i 4 sæsoner inden hun skiftede til den franske storklub Metz Handball i 2019.
Burgaard har spillet på alle ungdomslandsholdene og var med ved slutrunderne til U/17-EM i 2009, U/18-VM i 2010 og U/19-EM i 2011 – i alle tre slutrunder blev hun udtaget til all stars-holdet. Hun fik debut på det danske A-landshold ved GF World Cup 2011. Da Camilla Dalby blev skadet kort inden VM-slutrunden samme år, fik Burgaard sin slutrundedebut, skønt det var lige før, hun også måtte melde afbud på grund af en skade, som hun pådrog sig i optakten. Den viste sig at være uproblematisk, så slutrundedeltagelsen var sikret.
I 2013 var hun med til at vinde bronze medaljer ved VM i Serbien. Det var de første medaljer de danske kvinder havde vundet i ni år. Danmark slog Polen i bronzekampen 30-26.
I sommeren 2013 skiftede Burgaard til Viborg HK, hvor hun i sin første sæson var med til at vinde det danske mesterskab. I samme sæson var hun med til at vinde EHF Cup Winners' Cup, hvor russiske Zvezda Zvenigorod blev slået i finalen. Efter yderligere et år i Viborg-klubben skiftede hun til FC Midtjylland Håndbold, hvor hun spillede i fire sæsoner og sluttede af med at vinde DM-sølv i 2019. I begyndelsen af 2016 var Burgaard sygemeldt i knap to en halv måned, efter en længere opslidende periode.  Lidt tid efter gjorde hun comeback for Midtjylland, men blev først udtaget halvandet år efter på A-landsholdet.
Hun blev også udtaget til VM i kvindehåndbold 2021 i Spanien, som for Burgaards vedkommende blev hendes 10. slutrundedeltagelse. I turneringen vandt hun bronzemedalje med Danmark.
Fremme ved VM i håndbold 2023 på hjemmebane nyd Burgaard et stort ansvar og rolle, i fraværet af skadede Mette Tranborg, hvor hun samtidig vandt VM-bronze med holdet. Ved slutrunden blev Burgaard samtidig kåret til slutrunden bedste højre back. I juli 2024 blev hun af Dansk Håndbold, kåret til Årets Landsholdsspiller for 2023/24. Da Danmark for første gang i 12 år siden Sommer-OL 2012 i London kvalificerede sig til Sommer-OL 2024 i Paris, var Burgaard den eneste danske landsholdsspiller i truppen, der havde spillet ved et OL før, i det hun som 19-årig også repræsenterede Danmark i London i 2012. OL-turneringen blev dog en kort fornøjelse, eftersom hun i længere tid havde haft problemer i akillessenen, hvilket resulterede i hun blev udskiftet af OL-truppen.
Fra 2019 til 2024 boede hun og spillede for den franske storklub Metz Handball, med hvem hun var klart førstevalg i samtlige sæsoner. Her vandt hun flere franske mesterskaber og pokalmesterskaber. I 2024 skiftede hun hjem til den danske liga for Odense Håndbold på en 3-årig kontrakt.